# جامعة ديوك
جامعة ديوك (بالإنجليزية: Duke University)‏ هي أقدم جامعة أمريكية تقع في مدينة دورهام بولاية كارولاينا الشمالية الأمريكية. أسسها أعضاء من طوائف الميثودية والكويكرز الدينية في عام 1838 لتناظر جامعتي كامبريدج وأوكسفورد ببريطانيا.
الجامعة تتبع لها عديد من المؤسسات التعليمية والمعاهد البحثية؛ مثل معهد علوم الجينوم، والسياسة، ومعهد جون هوب فرانكلين للعلوم الإنسانية، ومعهد كينان للأخلاقيات، ومعهد بحوث العلوم الاجتماعية، ومعهد تيري سانفورد للسياسة العامة ومعهد نيكولاس للبيئة. يتم تقديم البرامج الأكاديمية في مجالات الآداب، والعلوم، والقانون، والطب، والتمريض، والبيئة، وعلوم الأرض، وإدارة الأعمال والاقتصاد.
وتعتبر من أقوى الجامعات واحتلت جامعة ديوك الأمريكية المرتبة التاسعة على قائمة أفضل الجامعات في الولايات المتحدة الأمريكية عام 2018 نشر في ملحق
لصحيفة «يو.إس. نيوز آند وورلد ريبورت» الأمريكية أكبر نظام لتقييم الجامعات الأمريكية.
واحتلت المرتبة 17 على قائمة أفضل 100 جامعة في العالم 2018 في ترتيب نشر في ملحق لصحيفة «تايمز» البريطانية خصص لشؤون التربية.

## التأسيس
جامعة ديوك هي جامعة بحوث خاصة تقع في دورهام، كارولاينا الشمالية، الولايات المتحدة الأمريكية. أسسها أعضاء من طائفة الميثودية والكويكرز المسيحية في بلدة ترينيتي في 1838، انتقلت المدرسة إلى دورهام في 1892 بسبب تبرعات واشنطن ديوك صاحب مصانع التبغ وشركات للطاقة الكهربائية. وفي سنة 1924 أنشأ جيمس ديوك ابن واشنطن ديوك صندوق النقد للجامعة بمبلغ 40 مليون دولار.

## الحرم الجامعي
حرم الجامعة يمتد على مدى 8,600 فدان (35 كم 2) ويقسم إلى أربعة مناطق رئيسية: الشرق، الغرب، الوسط، والمركز الطبي. صمم الحرم الجامعي الرئيسي إلى حد كبير من قبل المهندس المعماري الأمريكي الأفريقي جوليان ابيلي والذي يطغى عليه فن العمارة القوطية. مصلى ديوك في ‘مركز الحرم الجامعي يصل لأعلى نقطة من الارتفاع 210 قدم (64 م). يحتوي الحرم الجامعي في الشرق مساكن للمبتدئين والعمارة يطغى عليه الطراز الجورجي، في حين القسم الغربي للحرم الجامعي يتميز بالطراز الرئيسي القوطي والذي يمتد لمسافة 1.5 ميل من المركز الطبي المجاور. وقد صنف كأجمل حرم جامعي في الولايات المتحدة الإمريكية سنة 2011 من مجلة «ترافل أند ليجر» المشهورة.

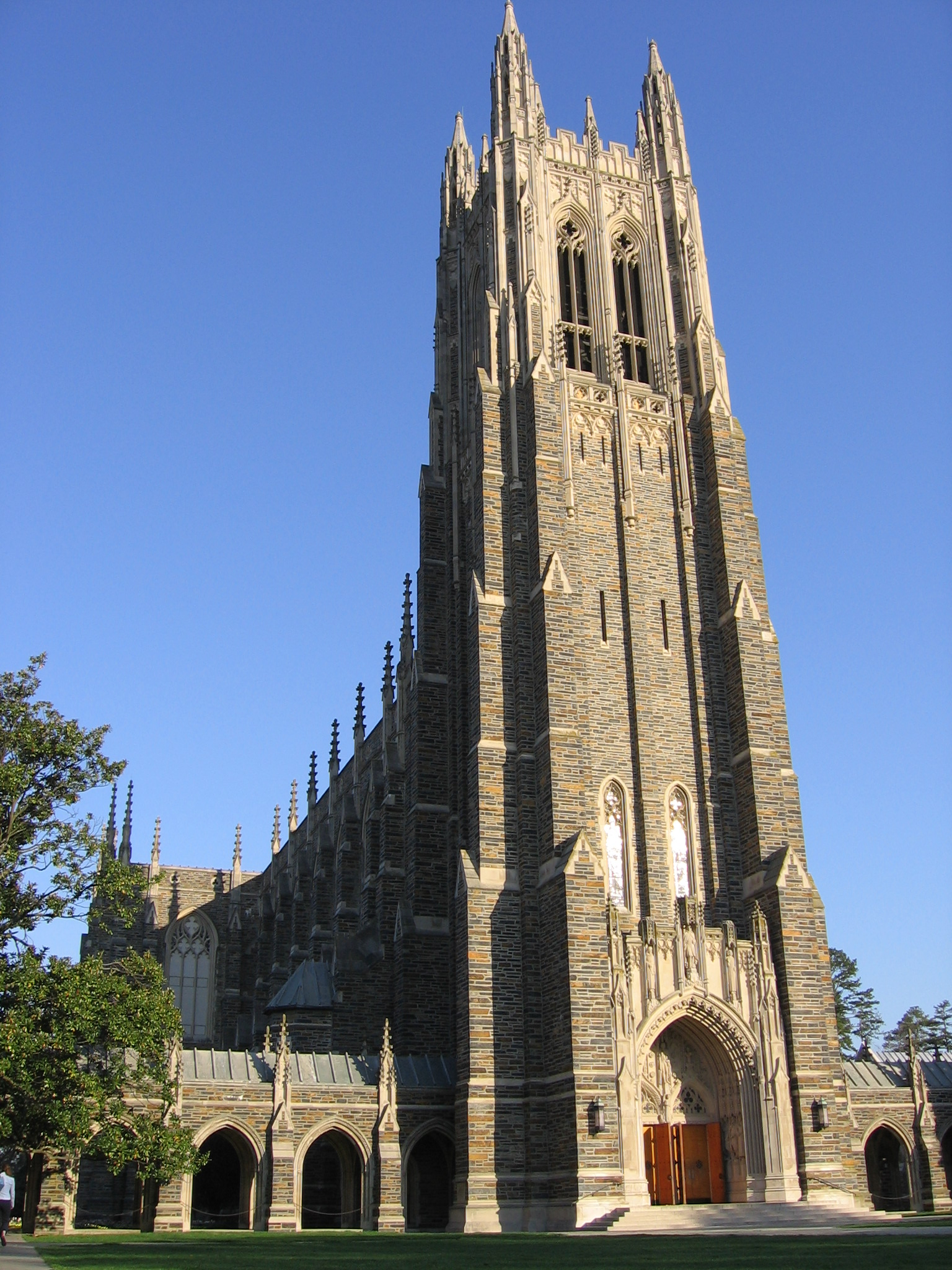
صرح معماري :كنيسة جامعة ديوك على الطراز القوطية.

## أبرز الخريجين
- ويليام كافانو
- تيم كوك
- ريتشارد نيكسون
- مليندا غيتس
- رون بول

## روابط خارجية
- جامعة ديوك على موقع الموسوعة البريطانية (الإنجليزية)
- جامعة ديوك على موقع قاعدة بيانات برودواي على الإنترنت (الإنجليزية)